# مارك غانيون
مارك غانيون (Marc Gagnon) هو لاعب أولمبي لرياضة التزلج السريع للمسافات القصيرة من كندا. شارك في الأولمبياد الشتوي في 1994–2002، وفاز بما مجموعه 5 ميداليات.

## الميداليات
| ذهب | فضة | برونز | المجموع |
| 3   | 0   | 2     | 5       |

## روابط خارجية
- مارك غانيون على موقع ShortTrackOnLine.info (الإنجليزية)
- مارك غانيون على موقع اللجنة الأولمبية الدولية (الإنجليزية)
- مارك غانيون على موقع أوليمبيديا (الإنجليزية)
- مارك غانيون على موقع اللجنة الأولمبية الكندية (الإنجليزية)
- مارك غانيون على موقع قاعة كندا للمشاهير الرياضية (الإنجليزية)
- مارك غانيون على موقع قاعة كيبيك للمشاهير الرياضية (الفرنسية)